# Dialetto brigasco
     + Figun (Alpes-Maritimes)
     + Figun (Var)
     Roiasco
     Tendasco (Roiasco)
     Brigasco (Roiasco)
     Monegasco
     Ligure coloniale (Bonifacio)

Il Brigasco nei confini anteriori al 1947

Parlate ligure in Francia e a Monaco
+ Figun (Alpes-Maritimes)
+ Figun (Var)
Roiasco
Tendasco (Roiasco)
Brigasco (Roiasco)
Monegasco
Ligure coloniale (Bonifacio)

Il brigasco (nome nativo brigašc, in francese brigasque) è una varietà del dialetto roiasco, parlata nelle Alpi Liguri nella Terra Brigasca, a cavallo del confine italo-francese nella zona del Monte Saccarello.

## Ambito geografico
La zona di diffusione geografica della parlata brigasca (la cosiddetta Terra Brigasca) si estende sulle alte valli dei fiumi Roia, Tanaro e Argentina e comprende alcune località, divise tra Italia e Francia:
- in Francia (regione di Provenza-Alpi-Costa Azzurra, dipartimento delle Alpi Marittime, arrondissement di Nizza e cantone di Contes): La Brigue (fino al 1947 Briga Marittima) (Ra Briga) e Morignole (fino al 1947 Morignolo) (Murignòo)
- In Italia (Piemonte,   provincia di Cuneo): Briga Alta (Ra Briga Àuta), comune composto delle frazioni di Carnino (Carnin), Upega  (Üpëga), Piaggia (A Ciagia) e Viozene (A Viuṡèna), frazione del comune di Ormea, e (Liguria, provincia di Imperia): le frazioni del comune di Triora Realdo (Rêaud) e Verdeggia (Vërdeggia).

## Parole in brigasco
| Occitano           | Brigasco             | Ligure                 | Piemontese       | Italiano      |
| ------------------ | -------------------- | ---------------------- | ---------------- | ------------- |
| labrena            | labrena / cansëneštr | labrena                | laberna, slèster | salamandra    |
| lhauç              | jlaus o žlaus        | lampu                  | lòsna            | lampo         |
| besson, gemel      | binèe                | binélu                 | binel, bësson    | gemello       |
| grolla             | causée/cuusée        | scarpa                 | scarpa           | scarpa        |
| faudilh, faudal    | fudìi                | scussà/fudà/faudà/fadó | faudal           | grembiule     |
| ren                | ren                  | ninte-nièn-rèn         | pa nen, gnente   | niente        |
| quauquarren        | cücren               | carcosa/caicherèn      | queicòs          | qualcosa      |
| luenh              | lögn                 | luntàn/lògni           | leugn, lontan    | lontano       |
| a raitz            | arè                  | de tüttu/ aréu         | dautut           | completamente |
| Deineal, Chalendas | Dëneàa               | Denâ, deinà            | Dinial, Natal    | Natale        |
| bealera            | beàa/bearera         | béu / beà              | bialera          | canaletto     |
| agulha             | agüglia/agüya        | aguggia/aguglia        | uja, gucia       | ago           |
| mai                | ciü - mai            | ciü                    | pi, pu           | più           |
| c(l)han, pl(h)an   | cian                 | cian                   | pian             | piano         |
| fl(h)or            | sciu(u)              | sciùa/sciura           | fior             | fiore         |
| cl(h)au            | ciau                 | ciave                  | ciav [ˈtʃaw]     | chiave        |
| uelh               | ögl/öy               | öggiu/öju/ögliu        | euj              | occhio        |
| pont               | pont                 | punte/ponte            | pont             | ponte         |
| pòrc               | porc                 | porcu/ghin             | crin             | maiale        |
| muralha, mur       | muragn               | meaia/müàglia/müragni  | muraja           | muro          |
| escoba             | dëvìa                | spasuia/ràma           | ramassa, scoa    | scopa         |
| sentièr            | dëraira              | senté/camin            | drera, senté     | sentiero      |
| fea, feia          | fea                  | pégua/ féa             | fèja             | pecora        |
| abelha             | abeglia/abeya        | ava/ àve               | avija            | ape           |
| aret               | aré                  | mutòn/mautùn           | moton            | montone       |
| volp, rainard      | vurp / rinard        | gurpe, vurpe           | vorp             | volpe         |
| singlar            | sëngriée             | cinghiale              | singial          | cinghiale     |
| ruaa               | ruà                  | burgà                  | borgià           | borgata       |
| femna, molher      | femna                | muié/dona/femela       | fomna            | moglie        |
| òme                | om                   | maìu                   | òm               | marito        |
| marrit, chaitiu    | marì                 | gramu                  | gram             | cattivo       |

## Classificazione linguistica
Nella regione delle Alpi Liguri, le parlate liguri alpine si differenziano da quelle costiere per il mancato influsso del tipo genovese e per l'originale sviluppo di numerosi fenomeni fonetici e morfo-sintattici, che hanno conferito loro tratti maggiormente conservativi e specifici.
Questi tratti caratteristici (indebolimento delle vocali atone e finali, presenza della metafonesi) si conservano maggiormente in quelli che alcuni studiosi preferiscono chiamare dialetti roiaschi, diffusi nell'alta e media valle del Roia (da Tenda e Briga Marittima fino a Olivetta San Michele), e che comprendono anche le parlate brigasche. Ciò detto, vi è la tesi che il dialetto brigasco possa appartenere al gruppo dei dialetti occitani. Per altri le affinità con l'occitano sono dovute a meri prestiti causati dalla contiguità territoriale dei due idiomi.
Tali dialetti si stemperano nel tipo ligure occidentale a mano a mano che ci si avvicina alla fascia costiera: il dialetto di Pigna in Val Nervia e quello di Triora in Valle Argentina, ad esempio, hanno conservato in tal senso soltanto alcune tracce, il primo per i continui contatti con Ventimiglia, il secondo in particolare perché Triora fu il capoluogo genovese della regione alpina interna, e subì di conseguenza un più netto influsso della parlata metropolitana.
In passato, in particolare in coincidenza della cessione di Briga e di Tenda alla Francia, nel 1947, era stata sostenuta l'attribuzione del brigasco e dei dialetti roiaschi al sistema dei dialetti occitani alpino-provenzali, mentre più recentemente in queste parlate è stata riconosciuta l'assoluta prevalenza di tratti fonetici, lessicali e morfologici di tipo ligure (Werner Forner, Jean-Philippe Dalbera e Giulia Petracco Sicardi).
Anche l'ipotesi di un'antica appartenenza di queste parlate al tipo provenzale, con successiva assunzione di tratti liguri, sostenuta in passato dall'antropologo Pierleone Massajoli è stata ormai abbandonata: le parlate sono ormai da tempo considerate a tutti gli effetti di tipo ligure.

### Classificazione legislativa in Francia
In Francia non esiste classificazione legislativa.

### Classificazione legislativa in Italia
In Italia i dialetti di Briga Alta, Olivetta San Michele e delle frazioni Realdo, Verdeggia e Viozene sono stati dichiarati di parlata occitana in base alla legge del 1999 in materia di tutela delle minoranze linguistiche storiche: tale provvedimento attribuisce alle amministrazioni comunali la possibilità di dichiarare l'appartenenza delle popolazioni a un gruppo linguistico tra quelli riconosciuti come minoritari, con la possibilità quindi di accedere a particolari finanziamenti.